# Štítovec lodivod
Štítovec lodivod (Echeneis naucrates) je ryba z čeledi štítovcovití (Echeneidae) a rodu štítovec. Druh popsal Carl Linné roku 1758. Štítovec lodivod je hojně rozšířená ryba, která se vyskytuje v teplých mořích a oceánech po celém světě. Žije v menších hloubkách, může se vyskytovat při pobřeží i v otevřeném moři. Štítovec je hojný v blízkosti korálových útesů a v pobřežních mělčinách s brakickou vodou.
Štítovec lodivod může délkou přesáhnout 1 metr a vážit přes 2 kg, avšak většinou lze nalézt menší exempláře, přes 60 cm dlouhé. Přes tělo se táhne tmavý pruh s bělavými okraji. Neobjevuje se pohlavní dimorfismus. Druh lze snadno odlišit pomocí hřbetní ploutve, která se přeměnila na sací disk na vrcholu hlavy. Díky této adaptaci se ryba může pomocí podtlaku přisát na své hostitele, často na žraloky, mořské želvy, větší druhy ryb, kytovce nebo i lodě, se kterými putuje po moři; štítovec lodivod je sám o sobě špatným plavcem a chybí mu i plynový měchýř. Živí se parazity svých hostitelů nebo zbytky jejich potravy, i když může lovit také jinou kořist. Pro schopnost přisávat se štítovce také využívají někteří domorodí rybáři, kteří štítovcům přiváží na ocasní ploutev lano, pustí je do vody a jakmile se štítovec přisaje k většímu hostiteli, rybář štítovce vytáhne i s úlovkem.
Tření probíhá obyčejně na jaře a začátkem léta, ve Středozemním moři na podzim. Oplození je vnější, vajíčka chrání před vnějšími vlivy nebo vysušením tvrdá skořápka. Vylíhnutá mláďata žijí volně a jejich tělo není plně vyvinuto, po dosažení délky asi 3 cm jsou již schopna přisát se na hostitele.
Mezinárodní svaz ochrany přírody hodnotí druh jako málo dotčený taxon.